# Plouguerneau
Plouguerneau (bret. Plougerne) – miejscowość i gmina we Francji, w regionie Bretania, w departamencie Finistère.
Według danych na rok 1990 gminę zamieszkiwało 5255 osób, a gęstość zaludnienia wynosiła 121 osób/km² (wśród 1269 gmin Bretanii Plouguerneau plasuje się na 78. miejscu pod względem liczby ludności, natomiast pod względem powierzchni na miejscu 109.).